# Evžen Tošenovský
Evžen Tošenovský (ur. 26 lutego 1956 w Ostrawie) – czeski polityk, samorządowiec, były prezydent Ostrawy, poseł do Parlamentu Europejskiego VII, VIII i IX kadencji.

## Życiorys
W 1981 ukończył studia inżynierskie w Wyższej Szkole Górniczej w Ostrawie. W 2007 uzyskał tytuł doctor honoris causa tej uczelni. Od 1975 do 1993 pracował w przedsiębiorstwach przemysłowych Vítkovice A.S. i PIKE Electronic. W 1993 objął urząd prezydenta Ostrawy, który sprawował przez siedem lat. Od 2000 do 2008 zajmował stanowisko hetmana kraju morawsko-śląskiego.
Wstąpił do Obywatelskiej Partii Demokratycznej. W wyborach w 2009 z jej listy uzyskał mandat deputowanego do Parlamentu Europejskiego. W 2014 i 2019 z powodzeniem ubiegał się o reelekcję na kolejne kadencje.
W 2002 odznaczony Legią Honorową V klasy. W 2005 odznaczony Krzyżem Oficerskim Orderu Zasługi Rzeczypospolitej Polskiej.